# Erstein
Erstein település Franciaországban, Bas-Rhin megyében. Lakosainak száma 11 076 fő (2022. január 1.). Erstein Gerstheim, Bolsenheim, Limersheim, Nordhouse, Osthouse, Plobsheim, Schaeffersheim, Meißenheim, Schwanau és Neuried községekkel határos.

## Népesség
A település népességének változása:
| Lakosok száma | 10 916 | 10 969 | 10 813 | 10 630 | 10 621 | 10 661 | 10 739 | 10 887 | 11 076 |
|               | 2013   | 2015   | 2016   | 2017   | 2018   | 2019   | 2020   | 2021   | 2022   |